# Comuna Moara Vlăsiei, Ilfov
Moara Vlăsiei (în trecut, Căciulați) este o comună în județul Ilfov, Muntenia, România, formată din satele Căciulați și Moara Vlăsiei (reședința).

## Așezare
Comuna se află în nordul județului, pe malul drept al râului Cociovaliștea. Este traversată de autostrada București–Ploiești, cu intrare/iesire la KM 26 si conexiune în șoseaua județeană DJ101, care traversează comuna, legând-o spre est de Grădiștea și mai departe în județul Ialomița de Fierbinți-Târg, Dridu și Jilavele (unde se termină în DN1D); și spre vest de Balotești (unde se intersectează cu DN1), Corbeanca și Buftea (unde se termină în DN1A). În estul comunei, în zona limitei cu comuna Grădiștea, din acest drum se ramifică șoseaua județeană DJ101C, care duce către nord la Gruiu și Ciolpani (unde se termină în DN1).
Prin comuna Moara Vlăsiei trece calea ferată București–Urziceni, pe care este deservită de stațiile Căciulați și Moara Vlăsiei.

## Demografie
Componența etnică a comunei Moara Vlăsiei
     Români (89,57%)
     Alte etnii (0,62%)
     Necunoscută (9,81%)
Componența confesională a comunei Moara Vlăsiei
     Ortodocși (88,02%)
     Alte religii (1,42%)
     Necunoscută (10,55%)
Conform recensământului efectuat în 2021, populația comunei Moara Vlăsiei se ridică la 6.597 de locuitori, în creștere față de recensământul anterior din 2011, când fuseseră înregistrați 6.307 locuitori. Majoritatea locuitorilor sunt români (89,57%), iar pentru 9,81% nu se cunoaște apartenența etnică. Din punct de vedere confesional, majoritatea locuitorilor sunt ortodocși (88,02%), iar pentru 10,55% nu se cunoaște apartenența confesională.

## Politică și administrație
Comuna Moara Vlăsiei este administrată de un primar și un consiliu local compus din 15 consilieri. Primarul, Andrei Filip[*], de la Partidul Național Liberal, este în funcție din 2008. Începând cu alegerile locale din 2024, consiliul local are următoarea componență pe partide politice:
|  | Partid                          | Consilieri | Componența Consiliului | Componența Consiliului | Componența Consiliului | Componența Consiliului | Componența Consiliului | Componența Consiliului | Componența Consiliului | Componența Consiliului | Componența Consiliului | Componența Consiliului | Componența Consiliului | Componența Consiliului | Componența Consiliului | Componența Consiliului |
|  | ------------------------------- | ---------- | ---------------------- | ---------------------- | ---------------------- | ---------------------- | ---------------------- | ---------------------- | ---------------------- | ---------------------- | ---------------------- | ---------------------- | ---------------------- | ---------------------- | ---------------------- | ---------------------- |
|  | Partidul Național Liberal       | 14         |                        |                        |                        |                        |                        |                        |                        |                        |                        |                        |                        |                        |                        |                        |
|  | Alianța pentru Unirea Românilor | 1          |                        |                        |                        |                        |                        |                        |                        |                        |                        |                        |                        |                        |                        |                        |

## Istorie
La sfârșitul secolului al XIX-lea, comuna purta numele de Căciulați, făcea parte din plasa Snagov a județului Ilfov și era formată din satele Căciulați, Canela, Moara Săracă (fostul nume al satului Moara Vlăsiei), Pășcani și Pârlita, având în total 2058 de locuitori și 490 de case. În comună funcționau două mori de apă, o mașină de treierat cu aburi, două școli mixte și cinci biserici. În 1925, comuna este atestată ca parte a plășii Băneasa din același județ, formată din satele Căciulați, Canela, Moara Săracă și Pășcani, având 3160 de locuitori.
În 1950, comuna Căciulați a devenit reședința raionului Căciulați din regiunea București, statut pe care l-a avut până în 1960, când raionul a fost desființat, și comuna a fost inclusă în raionul Urziceni al aceleiași regiuni. În 1968, a devenit parte a nou-reînființatului județ Ilfov; cu această ocazie, satele Canela, Moara Săracă și Pășcani au fost comasate într-un singur sat, denumit Moara Vlăsiei, și devenit reședința comunei, care a și luat numele acestuia. O nouă reorganizare administrativă a zonei, în 1981, a dus la plasarea comunei în Sectorul Agricol Ilfov, subordonat municipiului București, sector devenit în 1998 județul Ilfov.

## Monumente istorice

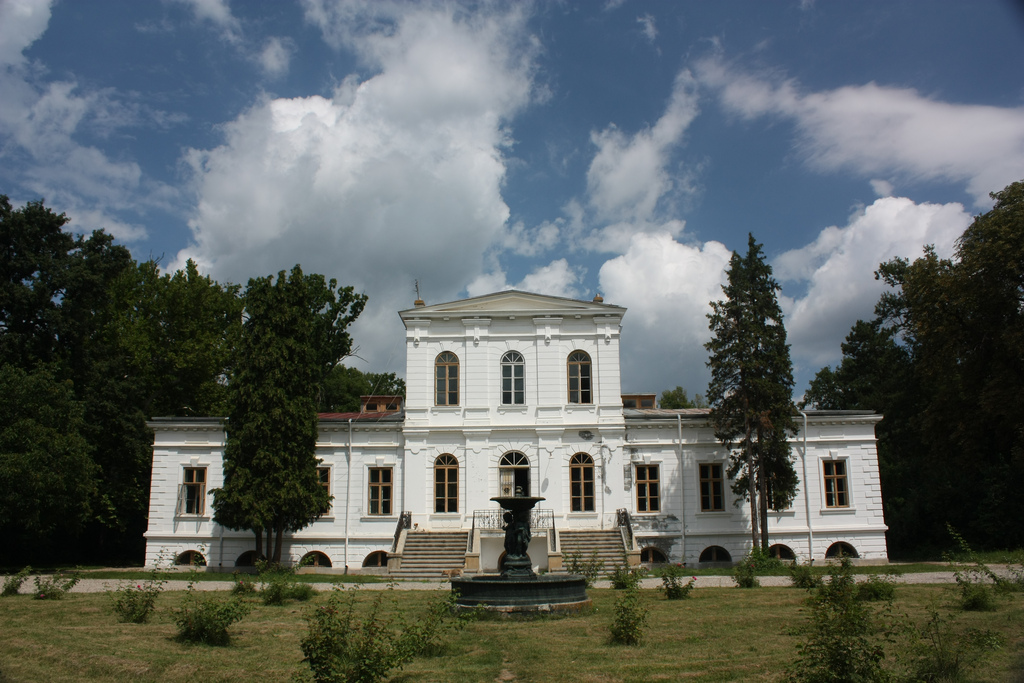
Palatul Ghica din Căciulați, monument istoric de arhitectură de interes local din comuna Moara Vlăsiei

Cinci obiective din comuna Moara Vlăsiei sunt incluse în lista monumentelor istorice din județul Ilfov ca monumente de interes local. Trei dintre acestea sunt clasificate ca situri arheologice. Cel de la Căciulați se află în zona drumului de acces spre pădurea Pașcani și în capetele de est și vest ale pădurii, pe malul stâng al Cociovaliștei, și cuprinde trei așezări din Epoca Bronzului (din care una atribuită culturii Tei, faza V), una din secolele al II-lea–al III-lea e.n., una din secolele al IX-lea–al X-lea și una din secolul al X-lea. Al doilea sit, din zona pădurii Surlari, cuprinde o așezare din secolele al II-lea–al IV-lea e.n. și una din secolele al IX-lea–al X-lea. Situl de la Moara Vlăsiei, aflat la limita cu comuna Gruiu, cuprinde o așezare din Epoca Bronzului, una din secolele al III-lea–al IV-lea e.n., una din secolul al X-lea și una medievală.
Un monument din comună este clasificat ca monument de arhitectură: ansamblul fostului palat Alexandru Ghica din Căciulați, datând de la începutul secolului al XIX-lea și cuprinzând palatul propriu-zis, parcul, biserica „Adormirea Maicii Domnului” și o capelă. Un al treilea monument istoric este monumentul eroilor din Primul Război Mondial, ridicat în 1925 și clasificat ca monument de for public.